# Breitwarzige Fadenschnecke
Die Breitwarzige Fadenschnecke (Aeolidia papillosa) findet man im Atlantik und seinen Randmeeren. Diese Schnecke gehört zu den Fadenschnecken in der Unterordnung der Nacktkiemer in der Ordnung der Hinterkiemer.

## Aussehen
Der schlanke Körper ist mit mehr als zweihundert kleinen, dunkelgrauen Cerata (Rückenanhängen) besetzt, nur ein dreieckförmiger Bereich von den Rhinophoren bis zum mittleren Rücken ist frei und rotbraun und grau gefärbt. Die äußeren Enden des Fußes am Kopfende sind zu glatten Mundtentakeln ausgezogen, welche länger als die Rhinophoren werden können. Die Schnecke erreicht eine Länge von 12 Zentimetern.
Zahlreiche Cerata mit Ausläufern der Mitteldarmdrüse, die wie andere Fadenschnecken die Nesselzellen ihrer aus Nesseltieren bestehenden Beute als Kleptocniden speichern können.

## Heimat
Man findet die Breitwarzige Fadenschnecke auf Felsen, sowie auch an Hafenmauern und auf Algen im Atlantik, Ärmelkanal, der Nordsee und westlichen Ostsee.

## Ernährung
Mehr als bei anderen Fadenschnecken besteht die Beute der Breitwarzigen Fadenschnecke aus Seeanemonen. Bevor die Tentakeln gefressen werden, umhüllt sie die Schnecke mit einem Schleim, der das Explodieren der Nesselkapseln verhindert. Die Inhibition ist beutespezifisch, doch wird bei Übergang zu anderen Beutearten auch die Zusammensetzung des Schleims angepasst.
Aeolidia papillosa vermag darüber hinaus die Zooxanthellen der Beuteanemonen bis zu elf Tage in ihren Cerata zu speichern, so dass diese weiterhin Photosynthese betreiben können und so die Schnecke mit Kohlenhydraten versorgen.